# Defecación al aire libre
Defecación al aire libre es la práctica de defecar al aire libre, en público o alrededor de su comunidad, debido a la imposibilidad de acceder a retretes, letrinas o cualquier otro tipo de saneamiento mejorado. Actualmente, afecta a mil millones de personas en los países en desarrollo, o el 15% de la población mundial. Esta práctica se considera el núcleo de los problemas en torno al saneamiento en todo el mundo.

## Tendencias
En la ciudad de San Francisco, en California, el problema de defecación al aire libre se quintuplicó entre 2011 y 2018, llegando a 28.084 casos reportados, según informó el San Francisco Chronicle.

## Práctica

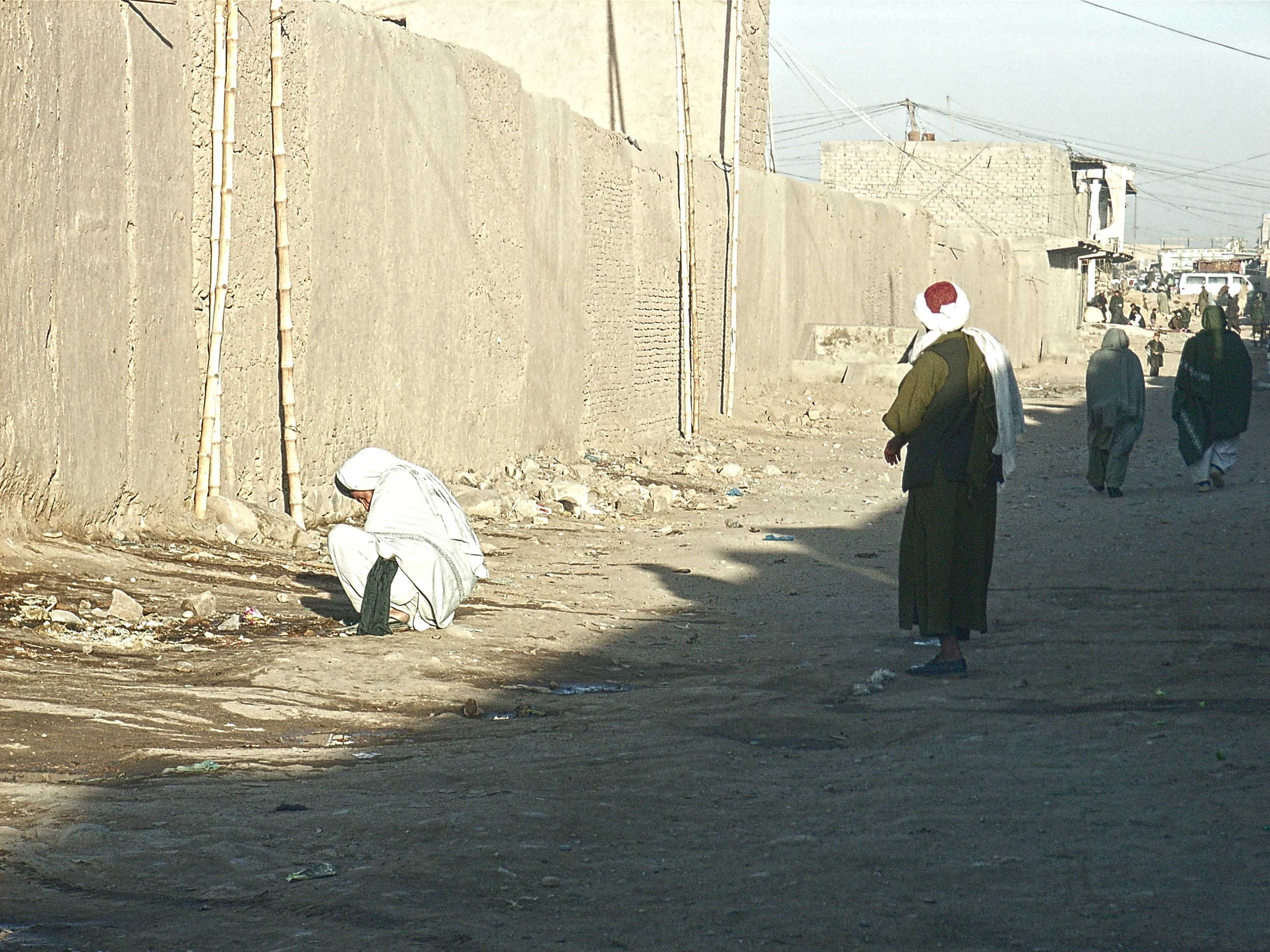
Defecación al aire libre, Tirin Kowt bazaar, Afganistán

La defecación al aire libre es un problema muy extendido en los países en vías de desarrollo. India constituye casi el 60% de la población que la practica, además de otros países de Asia y África que también contribuyen al problema. Esta práctica se asocia casi exclusivamente con zonas de pobreza extrema.

## Impacto en la salud
Un solo gramo de heces humanas contiene casi 10 000 000 de virus, 1 000 000 de bacterias, 1000 quistes de parásitos y 100 huevos de parásitos. Cuando se ingiere, por tanto, puede dar lugar a fiebre tifoidea, cólera, hepatitis, poliomielitis, neumonía, infestación letal por lombrices, tracoma, así como retraso en el crecimiento y alteración de las funciones cognitivas. Esto hace de la defecación al aire libre la causa principal de muerte por diarrea; 2000 niños menores de cinco años mueren cada día, uno cada cuarenta segundos, de diarrea.
Las enfermedades diarreicas son causas muy comunes de muerte en países de ingresos medios y bajos. Mejores medidas higiénicas y de saneamiento reducen la diarrea, pero adoptarlas sigue siendo un desafío. 
Se han planteado dos interrogantes respecto a los programas que buscan solucionar este problema: 
- ¿Cuán eficaces son en promover cambios de actitudes en cuanto a la higiene y el saneamiento?
- ¿Qué factores influyen en su implementación?

Una revisión de 42 estudios cuantitativos, desarrollados la mayoría en países de Asia meridional y África subsahariana, determinó que las intervenciones comunitarias que incluyen iniciativas de saneamiento, pueden fomentar el uso del jabón y la letrina, la eliminación correcta de las heces y la erradicación progresiva de la defecación al aire libre. El marketing social, la divulgación de información por mensajes y las intervenciones basadas en la teoría psicosocial parecen ser menos eficaces al respecto. Se determinó también que en la implementación de estos programas influyen la participación de la comunidad, el entusiasmo de sus líderes, y otros factores relacionados.

## Desigualdad de sexos
Un gran número de niñas abandonan la escuela, al llegar a la pubertad, debido a que es difícil de soportar la vergüenza de no tener lugar privado lejos de sus compañeros de clase durante la menstruación. Una de cada tres mujeres en el mundo en desarrollo se verán afectadas por el acoso, la violencia y en algunos casos la violación como resultado de tener que salir de sus casas por la noche para encontrar un lugar para ir al baño. 44 millones de mujeres embarazadas sufrirán infección por lombrices como resultado de la falta de saneamiento cada año.